# Pelidnota osculatii
Pelidnota osculatii är en skalbaggsart som beskrevs av Guérin-Méneville 1855. Pelidnota osculatii ingår i släktet Pelidnota och familjen Rutelidae. Inga underarter finns listade i Catalogue of Life.